# 穴澤盛秀
穴澤 盛秀（あなざわ もりひで、生年不詳 - 慶長20年（1615年））は、安土桃山時代から江戸時代初期にかけての武術家。通称、主殿助（とのものすけ）、号して浄見、または雲斎。穴沢流薙刀術の祖。新当流長刀とも称す。

## 生涯
人物・経歴については、『日本武術神妙記』『本朝武芸小伝』などに記されており、出身は佐渡国ともされ、神道流5代目の飯篠盛綱に師事して学び、薙刀術の達人として名をはせ、その後、宝蔵院流槍術と対決するため、下男に変装して寺に潜り、流祖である胤栄に近づくも、只者ではないと見抜かれる。しかし試合をさせてほしいと懇願したため、その熱意に応じて、試合を行ったとされる。宝蔵院流の技術体系も知ったことで、薙刀の技に研きがかかり、最終的には豊臣秀頼の師範を務めるほどの実力を有するようになった。
薙刀の実力を示す逸話として、竹槍をもった2人を相手に試合をして勝ち、「その術は神の如し」といわれた。最後は大坂冬の陣において、上杉景勝軍と交戦、上杉軍に甚大な被害をもたらした。上杉軍配下の折下外記の槍術を相手にしてもなお圧倒するも、折下の同輩や従者達に組み囲まれ、押さえられ、あえなく討ち取られた（『武将感状記』）。文献上、薙刀術が戦場において活躍した最後の場面といえるものとされる。

## 備考
- 宝蔵院流との試合に関する逸話は、厳密には、「穴澤という薙刀の達人」と記され、下の名や通称は記されていない。
- 寛永御前試合を記述した異文献に、馬庭念流の樋口十三郎と穴沢主殿助が試合を行った記録があるが、寛永期以前に討死にした主殿助が試合を行うことは不可能であるため、後世の創作と考えられる。